# グルン
グルンはネパールの山岳民族である。

## 概要
ネパールの山奥にあるガンドルックはグルンの村。グルン民族は鼻にピアスをつける人もいる。サリーではなくグルン民族特有のワンピース状の民族衣装を着ている。

## 宗教
彼らの信仰する宗教は仏教。

## 言語
グルン民族は、地元ではグルン語を話すが、町（カトマンドゥ、ポカラ）に出てくるとネパール語が共通語なのでネパール語を話す。